# Na południe (film 2009)
Na południe (fr. Plein sud) – francuski film drogi z 2009 roku w reżyserii  Sébastiena Lifshitza. Zdjęcia kręcono we francuskich departamentach Eure (Les Andelys), Dordogne i Żyronda (Le Verdon-sur-Mer, Vendays-Montalivet) oraz w hiszpańskim mieście Tudela (region Nawarry).

## Obsada
- Yannick Renier jako Sam
- Léa Seydoux jako Léa
- Nicole Garcia jako Matka
- Théo Frilet jako Mathieu
- Pierre Perrier jako Jérémie
- Micheline Presle jako Babcia
- Gérard Watkins jako Ojciec
- Marie Matheron jako Matka adopcyjna
- Luis Hostalot jako Pablo
- Ludo Harley jako Sam (dziecko)
- Samuel Vittoz jako Alex (dorosły)
- Quentin Gonzalez jako Alex (dziecko)
- Romain Scheiner jako Sam (nastolatek)
- Anne Duverneuil jako Lucie
- Camille Dupuy jako Gaspard